# 2,5-Dimetoksi-4-etilamfetamin
2,5-Dimetoksi-4-etilamfetamin (DOET, DOE, Hecate) je psihodelična droga iz fenetilaminske i amfetaminske hemijske klase.

## Spoljašnje veze
|  | Molimo Vas, obratite pažnju na važno upozorenje u vezi sa temama iz oblasti medicine (zdravlja). |